# Gaig de Caiena
El gaig de Caiena (Cyanocorax cayanus) és una espècie d'ocell de la família dels còrvids (Corvidae) que habita la selva humida i les sabanes del sud-est de Veneçuela, Guaiana i nord-oest del Brasil.